# Infibulation
Eine Infibulation (lateinisch fibula „Spange“) ist die (teilweise) Verschließung der menschlichen Genitalöffnung mit dem Ziel, Koitus (Geschlechtsverkehr) und Masturbation (Selbstbefriedigung) zu verhindern. Die Infibulation ist seit dem Altertum dokumentiert und bis heute in einigen Kulturen verbreitet.

## Infibulation des männlichen Genitals
Bei Männern wird die Vorhaut mit einem eingesetzten Ring verschlossen, damit die Vorhaut nicht mehr zurückgestreift werden kann. Als Infibulation wird aber in älteren Quellen auch die Durchspießung der Glans penis (Eichel des Penis) bei Männern durch z. B. Knochenspangen zu Schmuckzwecken und zur Reizerhöhung beschrieben.

## Infibulation des weiblichen Genitals
Die Infibulation bei Frauen (synonyme Bezeichnung: pharaonische Beschneidung) steht für die in einigen Kulturen noch heute praktizierte Entfernung der ganzen oder eines Teils der äußeren Genitalien mit anschließender Verengung der Vaginalöffnung: Nach Entfernung von  Klitoris und kleinen Schamlippen sowie der Innenseiten der großen Schamlippen werden die Wundränder beispielsweise mit Seide oder Tierdarm vernäht oder mit Dornen verklammert. Verheilt die verbleibende Haut der großen Schamlippen, bildet sich so eine Brücke aus Narbengewebe über der Vaginalöffnung. Durch Einführen eines Fremdkörpers wird eine kleine Öffnung für den Abfluss von Urin und Menstruationsblut gewährleistet. Beim ersten Geschlechtsverkehr muss die Infibulation u. U. teilweise und zum Gebären eines Kindes vollständig geöffnet werden (Defibulation). Nach Geburten außerhalb von Krankenhäusern erfolgt fast immer, in Kliniken manchmal, eine Re-Infibulation – ein erneutes Verschließen der Scheidenöffnung.